# Оргеторікс

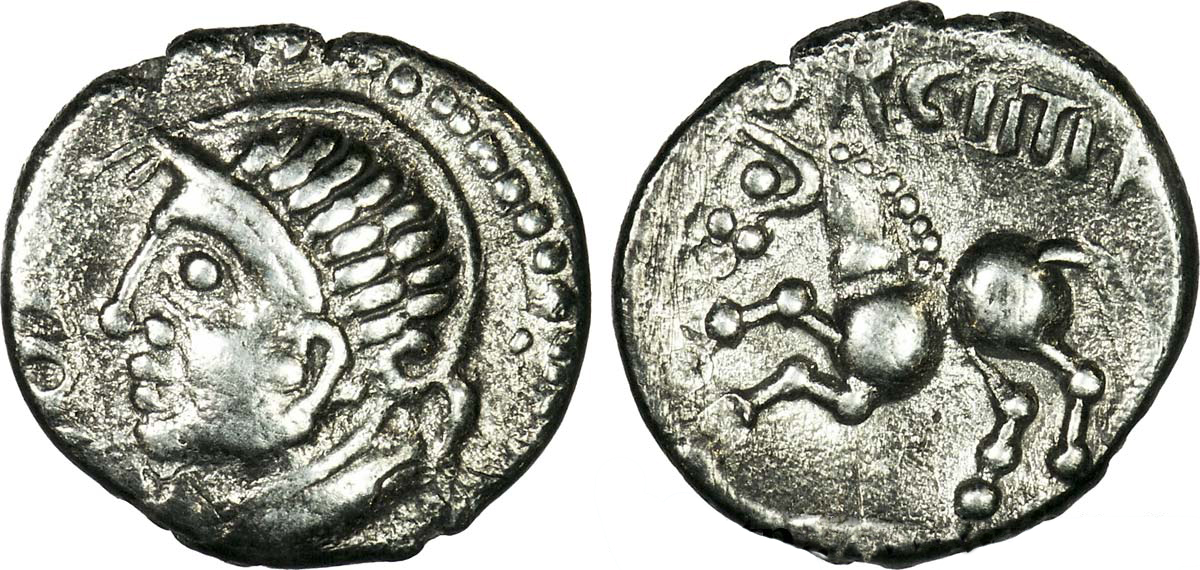
Монета Оргеторікса

Оргеторікс (з кельт. «цар-вбивця») — вождь племені гельветів, що мешкали у сучасній Західній Швейцарії у 60-ті роки до н. е.

## Життєпис
Щодо його життя та діяльності є декілька різних відомостей. За одними він мав намір за допомогою Думнорікса, вождя племені едуїв, та Кастіка, вождя племені секванів, поділити владу над Галлією. Для цього потрібно було відбити наступ римських легіонів на чолі із Гаєм Юлієм Цезарем. Ця змова була викрита й у 61 році до н. е. Оргеторікс наклав на себе руки.
За іншими відомостями Оргеторікс перейшов гірське пасмо Юру на початку 58 року до н. е. й рушив на територію едуїв. Цей рух був викликаний тиском з боку германців. Втім Гай Цезар наказав повернутися гельветам назад. Після відмови Оргеторікса римляни використали похід гельветів як привід для початку Галльської війни. У липні цього ж року Гай Цезар завдав поразки Оргтеторіксу при Бібракте, в якій останній загинув або наклав на себе руки.